# 新嘗祭
| 宮中祭祀の主要祭儀一覧             |
| 四方拝・歳旦祭                     |
| 元始祭                             |
| 奏事始                             |
| 昭和天皇祭（先帝祭）               |
| 孝明天皇例祭（先帝以前三代の例祭） |
| 祈年祭                             |
| 天長祭（天長節祭）                 |
| 春季皇霊祭・春季神殿祭             |
| 神武天皇祭・皇霊殿御神楽           |
| 香淳皇后例祭（先后の例祭）         |
| 節折・大祓                         |
| 明治天皇例祭（先帝以前三代の例祭） |
| 秋季皇霊祭・秋季神殿祭             |
| 神嘗祭                             |
| 新嘗祭                             |
| 賢所御神楽                         |
| 大正天皇例祭（先帝以前三代の例祭） |
| 節折・大祓                         |

新嘗祭（にいなめさい、にいなめのまつり、しんじょうさい）は、宮中祭祀のひとつ。大祭。また、祝祭日の一つ。

## 概要
新嘗祭は、天皇がその年に収穫された新穀などを天神地祇（てんじんちぎ）に供えて感謝の奉告を行い、これらの供え物を神からの賜りものとして自らも食する儀式である。毎年11月23日に宮中三殿の近くにある神嘉殿にて執り行われる。同日には全国の神社でも行われる。
天皇が即位の礼の後に初めて行う新嘗祭を、特に大嘗祭（だいじょうさい、おおにえまつり、おおなめまつり）という。

## 歴史
古くから、日本各地に五穀の収穫を祝う風習があった。また、宮中祭祀の中で最も重要な祭事として古代から行われてきた。
記紀神話に「大嘗」（『古事記』）或いは「新嘗」（『日本書紀』）の記述がある。
新嘗に関する記録の中で最初のものは、『日本書紀』神武天皇即位前紀の次の記述である。
"新嘗"の語を用いた記録の中で最も古いもの は『日本書紀』仁徳天皇40年条に
とある。これらの記述が史実をどの程度反映しているのかは明らかではないが、新嘗祭の儀式の中に弥生時代に起源を持つと考えられるものがあるため、その原型は弥生時代に遡るという説もある。
「古事記」雄略天皇の段の「天語歌」も当時の新嘗祭の様子を表していると言われている。大きな樹の下で新嘗の祭宴が行われ、采女が杯を大王にささげ「高光る日の御子やすみししわが大王（おおきみ）」と讃える様子が描かれている。
その後、律令により国家祭祀としての体裁を整えていった。また、皇位継承儀礼に組み込まれ（大嘗祭を参照）、伊勢神宮の神事の形式を取り入れながら、宮中祭祀として続いてきた。
後花園天皇の寛正4年（1463年）に行われて以降、応仁の乱や朝廷の窮乏により長らく中断していたが、東山天皇の元禄元年（1688年）に霊元上皇の強い意向により「新嘗御祈」という形で略式に再興（この前年の貞享4年（1687年） に大嘗祭も再興）している。ただし祭場となる神嘉殿がないため、紫宸殿を代わりの場として用いた。ついで桜町天皇の元文5年（1740年）に元の形に復興し、光格天皇の寛政3年（1791年）には内裏の造営に伴って神嘉殿が再建された。その年以来、現在に至るまで毎年、宮中祭祀として続けられている。
明治5年（1872年）から、新嘗祭に合わせて神宮（伊勢神宮）に勅使が遣わされるようになった。
明治41年（1908年）9月19日制定の「皇室祭祀令」では大祭に指定。同法令は昭和22年（1947年）5月2日に廃止されたが、以降もこれに則って新嘗祭が行われている。
平成25年（2013年）12月23日、宮内庁は当時の天皇誕生日（上皇明仁80歳誕生日）に際して初めて新嘗祭の様子の一部を映像で公開した。
新嘗祭まで新米を口にしない風習が古代からあったが、第二次世界大戦後に衰退した。

## 祭日
明治6年の改暦より以前は太陽太陰暦（旧暦）の11月の二の卯の日（卯の日が2回しかない場合は下卯、3回ある場合は中卯とも呼ばれる、旧暦11月13日～24日のいづれかが該当する）に行われていた。改暦の年である明治6年（1873年）に、旧暦で実施すると翌年1月になってしまうため、グレゴリオ暦（新暦）を採用することとなり、同年11月の二の卯の日にあたる11月23日に行われた。11月の二の卯の日は11月13日から11月24日の間で毎年変動するが、翌年以降も毎年11月23日に行われ、今日に至っている。
また、「年中祭日祝日ノ休暇日ヲ定ム」および「休日ニ関スル件」により、明治6年（1873年）から昭和22年（1947年）まで同名の祭日（休日）であった。昭和23年（1948年）公布の国民の祝日に関する法律（祝日法、昭和23年法律第178号）により、勤労感謝の日と改称されて国民の祝日となっている。
なお、固定日の休日の中で最も長く続いている休日である。

## 意義
新嘗祭の意義については、「天皇が新穀を神祇に供進し、収穫を感謝する」ことが本義であるという説、「天皇が大嘗を食す」ことが本義であるという説、「天皇が神前で新穀を食すことにより天照大神の霊威を身に受けて、それを更新すること」が本義であるという説などがある。
『職員令』内に「大嘗」の注釈として、
とある。また、『宮主秘事口伝』 には、
とある。そのため、一般には「天皇が新穀を神祇に供進する、収穫感謝の祭り」と解釈されることが多い。
しかし、『延喜式』にみえる大嘗祭 の祝詞には
とあり、皇御孫命（天皇）が大嘗を聞こしめす（食する）ことが新嘗祭の目的であることを鈴木重胤や本居宣長が指摘している。
また、大嘗祭に際して発せられる「中臣寿詞」の中では、
とあり、斎庭の稲穂 をもって瑞穂の国を実現することの重要性、その祈りを込めて、それをきこしめす（食する）ことの意義を述べている。
また一説には、太陽の光を受けて成長した稲穂には皇祖神、太陽神であるところの天照大神の霊威がこもっており、ニニギノミコトの子孫である天皇（皇孫の尊）が米を食すことにより、天照大神の霊威を身に移し（大嘗祭）、それを年々更新することが新嘗祭の意義であると考える説もある。この説の根拠としては、本来新嘗祭が挙行されていた旧暦11月の2回目の卯の日は太陽の力（天照大神の霊威）が最も弱まる（死と再生を意味する）冬至に近く、さらに卯の日は陰陽五行思想に従うと再生・更新を意味する日である。また、新嘗祭が行われる亥刻（午後10時）は、もっとも太陽の衰えた時刻であり、その陰極まった果てに忌み籠って夕御饌を食して日神の霊威を身に体し、子刻には一旦退出するが、暁の寅刻（午前4時）に再び神嘉殿に入り朝御饌を食し、復活した太陽＝日神とともに、天皇としての霊性を更新し、若々しい日の御子、日継の御子として顕現すると解釈される。

## 語源
「新嘗」（にいなめ）の語源については、諸説ある。
古語では「ニフナミ」「ニヒナメ」「ニヒナヘ」「ニヒナヒ」「ニハナミ」「ニハナヒ」「ニヘナミ」など、さまざまな呼ばれ方をしていた。
「ニヒノアヘ」「ニヒアヘ」の約語という説
本居宣長は『古事記伝』において、「ニヒナヘ」は「ニヒノアヘ」（＝「新之饗」）の約語で、「ニヘ」は「ニヒアヘ」（＝「新饗」）の約言である、と唱え、この説が長らく主流であった。
「ニヒ」（「贄(ニヘ)」の派生語）＋「ナフ」（補助動詞）の名詞形という説
西宮一民は本居説に対して、「ニヒナヘ」＝「新之饗」で「ニヘ」と等しく、「ニヘ」が「ニヒアヘ」（＝「新饗」）の約語ならば、「之」の有無で「ニヒナヘ」と「ニヘ」という二つの語形が生じたことになるが、「ニヒアへ」の約は「ニハヘ」であり「ニハヘ」は「ニヘ」とはなりえない、と論じた。その上で、古典の中から
- 新粟（わせ）の新嘗（にひなへ）　…『常陸国風土記』筑波郡
- 早稲（わせ）を尓倍（にへ）す　…『万葉集』3386

より、「ニヒナヘ」「ニヘ」は同じ意に用いられていることがわかる。これらは全て「贄」（にへ）に派生する単語であり、「ナフ」という派生語尾 がつくことによって「ニハナヒ」（四段活用動詞「ニハナフ」《「神や天皇に供薦する」の意》の連用形）、「ニヒナヘ」（下二段活用動詞「ニヒナフ」《「神や天皇がその供薦を受ける」の意》の連用形）の区別がついた、と論じた。
さらに、古代中国では稲の祭りを「嘗祭」といったことから、これを当て字にして「嘗」（ニヒナヘ）となったとされる。やがて、「新穀＝初もの」という連想から「新」の字が冠せられ、さらに「嘗」の訓読みである「ナメ」に引きずられて「ニヒナメ」（新穀を嘗める）に転じた。
「ニヒ」（「贄(ニヘ)」の派生語）」＋「ナミ」（「の忌み」の約語）という説
折口信夫は、「ニハナヒ」「ニフナミ」「ニヒナメ」「ニヘナミ」の四つの語の「ニヘ」「ニハ」「ニフ」は、「贄」と同語根としている。さらに、新嘗祭を「五穀が成熟した後の、贄として神に奉る時の、物忌み・精進の生活である」として、「の忌み」が短縮されて「ナミ」となったとしている。
「ニフ」（産屋を意味する）＋「ナミ」（「の忌み」の約語）という説
工藤隆は、一漢字一ヤマト語表記で読みを伝えているのは『日本書紀』「雄略天皇紀」の「爾比那閉」と『万葉集』巻14「東歌」の「爾布奈未」だけであることを挙げ、中央の「ニヒナヘ」よりも東方の「ニフナミ」の方が古形を伝えている可能性がある、とした。その上で、「中部以東の日本の広い地域で『稲積』を『ニホ・ニュウ』に近い名称で呼んでいる」「ニフ・ニュウなどが産屋を意味する」 ことや、マレー半島の収穫儀礼において「稲魂の誕生」が人間の出産になぞらえられていることを踏まえて、「ニフ（産屋）の忌み」が「ニフナミ」に変化したという説を述べた。

## 祭具・祭服
祭具
神嘉殿の殿内に神座、寝座、御座（天皇の座）が設けられる。これは、新嘗祭当日の午後に掌典長以下が奉仕して用意するものである。
- 神座…黄端の短畳（たんじょう）。
- 御座…白端の半畳。
- 寝座…薄帖（薄い畳）を何枚も重ね敷き、南に坂枕を置き、羽二重袷（はぶたえあわせ）仕立ての御衾（おふすま）が掛けられる。この御衾は、天孫降臨時にニニギノミコトが真床追衾（まとこおふすま）にくるまれていた故事によるものである。その端には女儀用の櫛、檜扇（ひおうぎ）、沓（くつ）などが置かれる。古くは寝座を「第一の神座」と称した。

神座と御座は相対して伊勢神宮の方向（現在は南西。東京奠都以前は南東方向であった）を向いており、寝座は神座・御座の東、殿内のほぼ中央に南北に敷かれる。
祭服
御祭服は、大嘗祭の悠紀殿の儀、主基殿の儀、および新嘗祭の時にのみ天皇が着る。天皇の着る神事の服の中で最も清浄かつ神聖な服装で、純白生織りのままの絹地で製作される。
冠は幘（さく）の冠で、白平絹で巾子に纓を結びつけている。また袍は御斎衣といわれ、普通の仕立と異なり、雨覆（あまおおい）という裂が襴の上にあり、襴は入襴になっていて、ありさきはない。

## 神饌
神饌として、以下のものが供される。
- 稲作物…米の蒸し御飯、米の御粥、粟の御飯、粟の御粥、新米から醸した白酒、黒酒
- 鮮魚…鯛、烏賊、鮑、鮭を甘塩にして三枚に卸し、背の部分を小さい短冊形に切り、一品ずつ四筥に納める。
- 干物…干鯛、鰹、蒸鮑、干鱈で、筥に納める。
- 果物…干柿、かち栗、生栗干、棗で、筥に納める。
- 他には蛤の煮付け、海藻の煮付け、鮑の羹、海松の羹がある。

ここで用いられる「筥」は、葛を編んだものである。
調理用の火は、鑚火の忌火を用いる（「忌」とは、この上なく清浄という意味）。
これらを盛る容器は、御酒や汁物には土器が用いられるが、他は窪手、枚手で、いずれも柏の葉に竹のひごを刺して作られたものである。窪手は筥型で盛り付け用、枚手は丸い皿型で取り分け用で、窪手の中の神饌を枚手に取り分けて神前に供える。これは食薦の上に並べて供える。
神饌はそれ自体が神として扱われており、奉持して運ぶことを「神饌行立（行立）」という。掌典が階下に控えて警蹕を唱える。

## 式次第
鎮魂祭

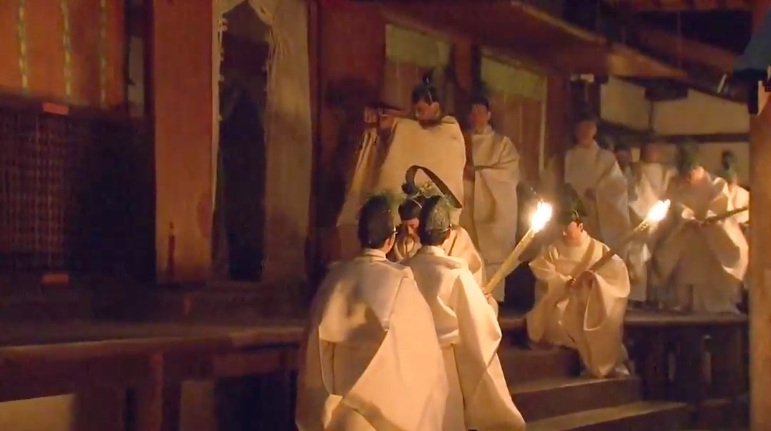
新嘗祭「神嘉殿の儀」

まず、新嘗祭の前日に綾綺殿で鎮魂祭が行われる。鎮魂祭には新嘗祭に臨む天皇の霊を強化するという意義があるとされる。神楽の奉納が行われる。
新嘗祭　賢所・皇霊殿・神殿の儀
新嘗祭当日、14時に宮中三殿で「新嘗祭賢所・皇霊殿・神殿の儀」が行われる。この儀式では、天皇に代わり掌典職が宮中三殿に神饌と幣帛を捧げ、代拝を行う。また、午後に掌典長以下が神嘉殿内の母屋に神座、寝座、御座の奉安を行う。
神嘉殿の儀
夜、「神嘉殿の儀」が行われる。まず、侍従が剣璽を、東宮侍従が壺切御剣を奉安する。次いで、皇太子が斎戒沐浴し、東宮便殿で祭服に着替え、天皇より先に神嘉殿に入り、御座につく。次いで、天皇も斎戒沐浴の後に綾綺殿で白の御祭服を着用し、松明の明かりが照らす中を神嘉殿に渡御する。この時、楽師により神楽歌が奏でられる。
次に、神饌行立が行われる。天皇は神嘉殿内の母屋で神座の前の御座に正座し、神饌が用意されると、御手水の後、古来のやり方に則りピンセット型の竹箸で柏の葉の皿に神饌を移し、神前に供える（御親供）。親供が終わると、自ら天照大神および天神地祇の諸神に御告文を奏上する。この時、皇太子は座を立ち、南庇の間の中央の座（母屋御扉口の拝座）につき、拝礼する。帳舎の参列者は起立する。続いて帳舎の参列者が正面階下で拝礼する。その後天皇が、神前に供えたものと同じもの(詳細は神饌の節を参照)を食す（御直会）。それが終わると、陪膳采女の奉仕で神饌が下げられ、天皇は御手水の後、綾綺殿に還御する。
この後、天皇は綾綺殿で再び斎戒沐浴、更衣、神嘉殿へ渡御し、全く同じ所作を再び行う。この2度の所作をそれぞれ「夕御饌の儀」「朝御饌の儀」と呼んでおり、旧例ではそれぞれ亥刻から子刻（22時から0時）および寅刻から卯刻（4時から6時）、現在は18時から20時および23時から1時に行われている。
豊明節会
奈良時代頃から平安時代にかけては、新嘗祭の翌日に豊明節会が行われていた。
伊勢神宮の供儀
新嘗祭当日には神宮（伊勢神宮）でも外宮と内宮で神饌を供える（「新嘗祭大御饌の儀」）。また、神宮に勅使を遣わし（16日に皇居で「神宮勅使発遣の儀」を行う）、外宮、内宮の順に幣帛と五穀を供える（「新嘗祭奉幣の儀」）。神宮では両宮に引き続き、7日間かけて関連するすべての宮社で新嘗祭の一連の儀式を行う。

## 古伝新嘗祭
出雲大社では同じ日の夜に古伝新嘗祭が斎行される。祭典に用いられるすべての食事が熊野大社から鑽り出された神聖な火で調理され、釜社の神釜を安置し、神職が「オジャレマウ（=お出でませ）」と唱えると出雲国造が参進する。神職は海獣の皮の上に神火調理の新穀玄米の強飯、ひとよ酒を置く。国造はこの供物を四方に献じ、相嘗する。その後、「歯固め神事」「百番の舞」「釜の神事」「神おろし」「御饌井祭」などの重儀が行われる。